# Banca del latte umano

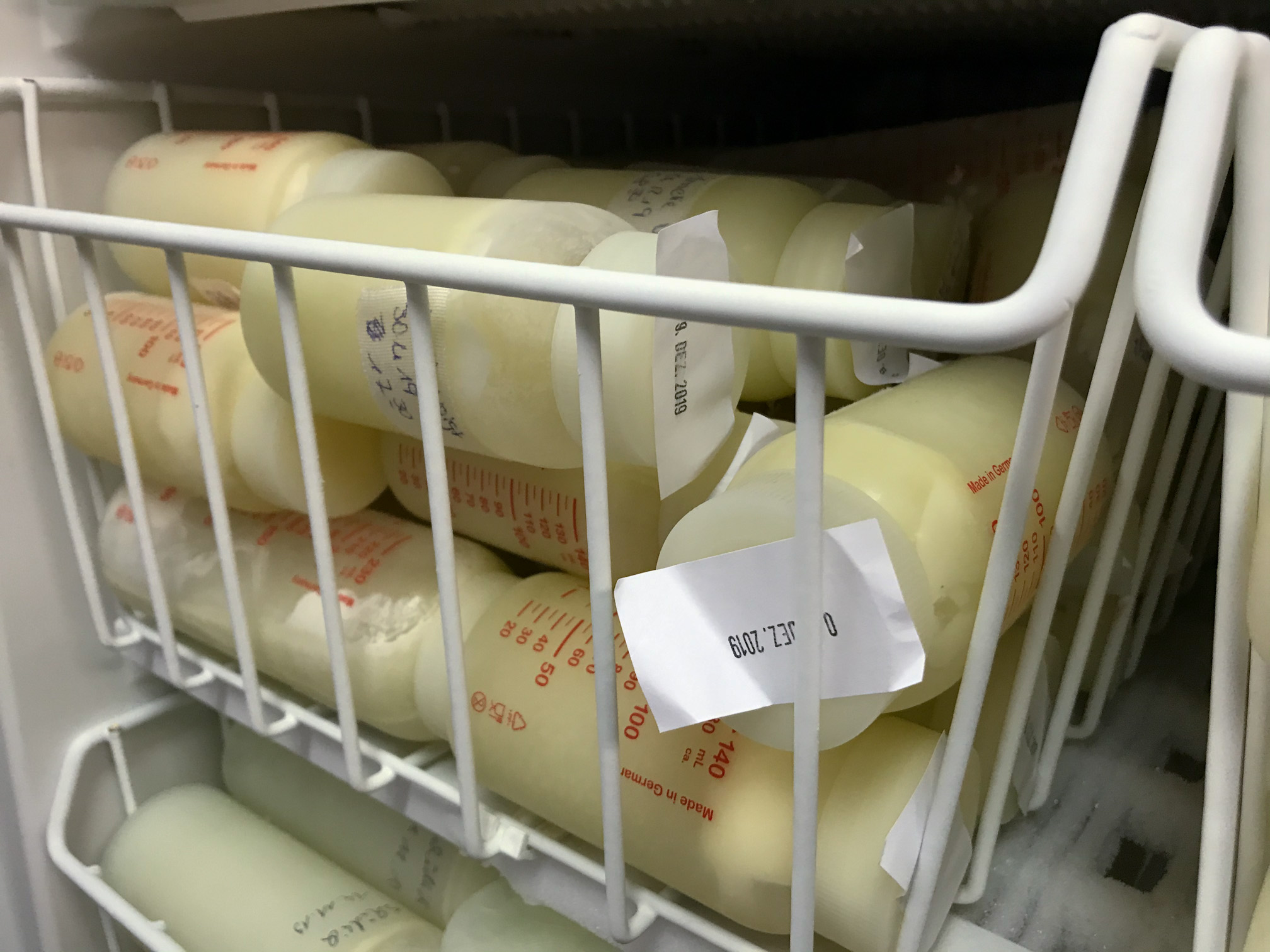
Conservazione in freezer del latte materno

La banca del latte umano, o banca del latte materno, è un servizio che raccoglie, vaglia, elabora e distribuisce su prescrizione latte umano donato da madri che allattano non imparentate con il neonato ricevente.
La nutrizione ottimale per i neonati, se possibile, per il primo anno, è l'allattamento al seno.
Le banche del latte umano offrono una soluzione alle madri che non possono fornire il proprio latte materno al loro bambino, per motivi quali il rischio di contrarre malattie o infezioni da una madre con determinate malattie, o quando un bambino viene ricoverato alla nascita con un peso alla nascita molto basso (quindi a rischio di malattie quali l'enterocolite necrotizzante) mentre la madre non può fornire il proprio latte durante la degenza.
Il principale e, di gran lunga, più grande gruppo di consumatori di latte umano sono i bambini prematuri. Anche i neonati con disturbi gastrointestinali o metabolici possono consumare questo latte. Il latte materno umano può anche essere somministrato a neonati e bambini con condizioni sanitarie, tra cui chemioterapia o deficit di accrescimento con il latte artificiale.
L'Organizzazione Mondiale della Sanità afferma che la prima alternativa alla madre biologica che non è in grado di allattare al seno è l'uso di latte umano proveniente da altre fonti. La Mothers’ Milk Bank australiana afferma che questo servizio fornisce un'alternativa al latte artificiale e consente alla madre di dare al neonato il nutrimento di cui ha bisogno per una crescita sana.
La International Milk Banking Initiative (IMBI), fondata nel 2005 al congresso internazionale della Human Milk Banking Association of North America, indica che 33 paesi nel mondo stanno attuando programmi di banca del latte. Le banche del latte umano hanno registrato un aumento della quantità di latte raccolto tra 2007 e 2012, inoltre è aumentata anche la quantità di latte donato da ciascuna donatrice.
Il latte materno non può essere oggetto di commercializzazione, come per gli organi e tessuti umani, e la donazione è gratuita e coperta da privacy.